# Еміліо Санчес Вікаріо
Еміліо Анхел  Санчес Вікаріо (ісп. Emilio Ángel Sánchez Vicario) — іспанський тенісист, спеціаліст з парної гри, в якій він був першою ракеткою світу,  триразовий чемпіон турнірів Великого шолома в парному розряді, дворазовий у міксті, олімпійський медаліст. 
Найуспішнішим було партнерство  Еміліо Санчеса з Серхіо Касалем, крім того у парі з Андресом Гомесом Санчес виграв Ролан-Гаррос 1988.  Відкритий чемпіонат США 1987 року в міксті він виграв із Мартіною Навратіловою, а Ролан-Гаррос 1987 із Пем Шрайвер. 
Еміліо — брат колишньої першої ракетки світу Аранчі Санчес Вікаріо та Хав'єра Санчеса Вікаріо. Разом із сестрою Еміліо виграв Кубок Гопмана 1990 року. 

## Значні фінали

### Фінали турнірів Великого шолома

#### Пари: 4 (3 - 1)
| Результат | Рік  | Турнір      | Поверхня | Партнер       | Супротивники                   | Рахунок                           |
| Поразка   | 1987 | Wimbledon   | Трава    | Серхіо Касаль | Кен Флек Роберт Сегусо         | 3–6, 6–7(6–8), 7–6(7–3), 6–1, 6–4 |
| Перемога  | 1988 | French Open | Ґрунт    | Андрес Гомес  | Джон Фітцджеральд Андрес Яррід | 6–3, 6–7, 6–4, 6–3                |
| Перемога  | 1988 | US Open     | Хард     | Серхіо Касаль | Рік Ліч Джим П'ю               | без гри                           |
| Перемога  | 1990 | French Open | Ґрунт    | Серхіо Касаль | Горан Іванишевич Петр Корда    | 7–5, 6–3                          |

#### Мікст: 2 (2 титули)
| Результат | Рік  | Турнір      | Поверхня | Партнерка           | Супротивники               | Рахунок       |
| Перемога  | 1987 | French Open | Ґрунт    | Пем Шрайвер         | Лорі Макніл Шервуд Стюарт  | 6–3, 7–6(7-4) |
| Перемога  | 1987 | US Open     | Хард     | Мартіна Навратілова | Бетсі Нагелсен Пол Аннакон | 6–4, 6–4      |

### Парні турніри Олімпіад (1 срібна медаль)
| Результат | Рік  | Турнір              | Поверхня | Партнер       | Супротивники           | Рахунок                           |
| --------- | ---- | ------------------- | -------- | ------------- | ---------------------- | --------------------------------- |
| Срібло    | 1988 | Сеульська олімпіада | Хард     | Серхіо Касаль | Кен Флек Роберт Сегусо | 3–6, 4–6, 7–6(7–5), 7–6(7–1), 7–9 |

## Фінали за кар'єру

### Парний розряд (50–29)
| Легенда                     |
| --------------------------- |
| Турніри Великого шолома (3) |
| Tennis Masters Cup (0)      |
| Серія Мастерс ATP (3)       |
| Серія турнірів ATP (3)      |
| Тур ATP (41)                |

| Титули за покриттям |
| ------------------- |
| Тверде (7)          |
| Ґрунт (40)          |
| Трава (0)           |
| Килим (3)           |

| Результат | W-L | Дата         | Турнір                                | Покриття   | Партнер             | Суперники                                | Рахунок                 |
| --------- | --- | ------------ | ------------------------------------- | ---------- | ------------------- | ---------------------------------------- | ----------------------- |
| Поразка   | 1.  | Кві 1985     | Мюнхен, Західна Німеччина             | Ґрунт      | Серхіо Касаль       | Марк Едмондсон Кім Ворвік                | 6–4, 5–7, 5–7           |
| Поразка   | 2.  | Лип 1985     | Бостад, Швеція                        | Ґрунт      | Серхіо Касаль       | Стефан Едберг Андерс Яррід               | 0–6, 6–7                |
| Перемога  | 1.  | Сер 1985     | Кіцбюель, Австрія                     | Ґрунт      | Серхіо Касаль       | Паоло Кане Клаудіо Панатта               | 6–3, 3–6, 6–2           |
| Поразка   | 3.  | Вер 1985     | Палермо, Італія                       | Ґрунт      | Серхіо Касаль       | Колін Даудесвелл Йоакім Нюстром          | 4–6, 7–6, 6–7           |
| Перемога  | 2.  | Вер 1985     | Женева, Швейцарія                     | Ґрунт      | Серхіо Касаль       | Карлус Кірмайр Кассіу Мотта              | 6–4, 4–6, 7–5           |
| Перемога  | 3.  | Вер 1985     | Барселона, Іспанія                    | Ґрунт      | Серхіо Касаль       | Ян Гуннарссон Мікаель Мортенсен          | 6–3, 6–3                |
| Поразка   | 4.  | Лис 1985     | Відень, Австрія                       | Тверде (i) | Серхіо Касаль       | Майк Де Палмер Гері Доннеллі             | 4–6, 3–6                |
| Поразка   | 5.  | Кві 1986     | Барі, Італія                          | Ґрунт      | Серхіо Касаль       | Гері Доннеллі Томаш Шмід                 | 6–2, 4–6, 4–6           |
| Перемога  | 4.  | Тра 1986     | Мюнхен, Західна Німеччина             | Ґрунт      | Серхіо Касаль       | Бродерік Дайк Веллі Месур                | 6–3, 4–6, 6–3           |
| Перемога  | 5.  | Тра 1986     | Флоренція, Італія                     | Ґрунт      | Серхіо Касаль       | Майк Де Палмер Гері Доннеллі             | 6–4, 7–6                |
| Перемога  | 6.  | Лип 1986     | Гштад, Швейцарія                      | Ґрунт      | Серхіо Касаль       | Стефан Едберг Йоакім Нюстром             | 6–3, 3–6, 6–3           |
| Перемога  | 7.  | Лип 1986     | Swedish Open, Швеція                  | Ґрунт      | Серхіо Касаль       | Крейґ Кемпбелл Джой Райв                 | 6–4, 6–2                |
| Перемога  | 8.  | Вер 1986     | Гамбург, Німеччина                    | Ґрунт      | Серхіо Касаль       | Борис Бекер Ерік Єлен                    | 6–4, 6–1                |
| Перемога  | 9.  | Лют 1987     | Філадельфія, США                      | Килим (i)  | Серхіо Касаль       | Крісто Стейн Дані Віссер                 | 3–6, 6–1, 7–6           |
| Поразка   | 6.  | Лют 1987     | Мемфіс, США                           | Тверде (i) | Серхіо Касаль       | Андерс Яррід Юнас Свенссон               | 4–6, 2–6                |
| Поразка   | 7.  | Кві 1987     | Мілан, Італія                         | Килим (i)  | Серхіо Касаль       | Борис Беккер Слободан Живоїнович         | 6–3, 3–6, 4–6           |
| Перемога  | 10. | Кві 1987     | Ніцца, Франція                        | Ґрунт      | Серхіо Касаль       | Клаудіо Медзадрі Джанні Оклеппо          | 6–3, 6–3                |
| Поразка   | 8.  | Тра 1987     | Мюнхен, Німеччина                     | Ґрунт      | Серхіо Касаль       | Джим П'ю Блейн Вілленборг                | 6–7, 6–4, 4–6           |
| Перемога  | 11. | Чер 1987     | Болонья, Італія                       | Ґрунт      | Серхіо Касаль       | Клаудіо Панатта Блейн Вілленборг         | 6–3, 6–2                |
| Поразка   | 9.  | Лип 1987     | Вімблдонський турнір, Лондон          | Трава      | Серхіо Касаль       | Кен Флек Роберт Сегусо                   | 6–3, 7–6, 6–7, 1–6, 4–6 |
| Перемога  | 12. | Лип 1987     | Бордо, Франція                        | Ґрунт      | Серхіо Касаль       | Даррен Кейгілл Марк Вудфорд              | 6–3, 6–3                |
| Поразка   | 10. | Сер 1987     | Swedish Open, Швеція                  | Ґрунт      | Хав'єр Санчес       | Стефан Едберг Андерс Яррід               | 6–7, 3–6                |
| Перемога  | 13. | Сер 1987     | Кіцбюель, Австрія                     | Ґрунт      | Серхіо Касаль       | Мілослав Мечирж Томаш Шмід               | 7–6, 7–6                |
| Поразка   | 11. | Вер 1987     | Мадрид, Іспанія                       | Ґрунт      | Серхіо Касаль       | Карлос Ді Лаура Хав'єр Санчес            | 3–6, 6–3, 4–6           |
| Поразка   | 12. | Жов 1987     | Відень, Австрія                       | Тверде (i) | Хав'єр Санчес       | Мел Перселл Тім Вілкінсон                | 3–6, 5–7                |
| Перемога  | 14. | Лис 1987     | Ітапарика, Бразилія                   | Тверде     | Серхіо Касаль       | Хорхе Лосано Дієго Перес                 | 6–2, 6–2                |
| Перемога  | 15. | Кві 1988     | Мадрид, Іспанія                       | Ґрунт      | Серхіо Касаль       | Джейсон Столтенберг Тодд Вудбрідж        | 6–7, 7–6, 6–4           |
| Перемога  | 16. | квітень 1988 | Монте-Карло, Монако                   | Ґрунт      | Серхіо Касаль       | Анрі Леконт Іван Лендл                   | 6–1, 6–3                |
| Перемога  | 17. | Чер 1988     | Відкритий чемпіонат Франції, Париж    | Ґрунт      | Андрес Гомес        | Джон Фіцджеральд Андерс Яррід            | 6–3, 6–7, 6–4, 6–3      |
| Перемога  | 18. | Чер 1988     | Болонья, Італія                       | Ґрунт      | Хав'єр Санчес       | Рольф Гертцог Марк Вальдер               | 6–1, 7–6                |
| Поразка   | 13. | Лип 1988     | Гштад, Швейцарія                      | Ґрунт      | Андрес Гомес        | Петр Корда Мілан Шрейбер                 | 6–7, 6–7                |
| Перемога  | 19. | Лип 1988     | Штутгарт, Західна Німеччина           | Ґрунт      | Серхіо Касаль       | Андерс Яррід Мікаель Мортенсен           | 4–6, 6–3, 6–4           |
| Перемога  | 20. | Сер 1988     | Гілверсум, Нідерланди                 | Ґрунт      | Серхіо Касаль       | Магнус Густафссон Гільєрмо Перес Рольдан | 7–6, 6–3                |
| Перемога  | 21. | Сер 1988     | Кіцбюель, Австрія                     | Ґрунт      | Серхіо Касаль       | Йоакім Нюстром Клаудіо Панатта           | 6–4, 7–5                |
| Перемога  | 22. | Вер 1988     | Відкритий чемпіонат США, Нью-Йорк     | Тверде     | Серхіо Касаль       | Рік Ліч Джим П'ю                         | w/o                     |
| Перемога  | 23. | Вер 1988     | Барселона, Іспанія                    | Ґрунт      | Серхіо Касаль       | Клаудіо Медзадрі Дієго Перес             | 6–4, 6–3                |
| Поразка   | 14. | Вер 1988     | Сеульська олімпіада, Південна Корея   | Тверде     | Серхіо Касаль       | Кен Флек Роберт Сегусо                   | 3–6, 4–6, 7–6, 7–6, 7–9 |
| Перемога  | 24. | Лис 1988     | Ітапарика, Бразилія                   | Тверде     | Серхіо Касаль       | Хорхе Лосано Тодд Вітскен                | 7–6, 7–6                |
| Поразка   | 15. | Гру 1988     | Фінал ATP, Лондон                     | Килим      | Серхіо Касаль       | Рік Ліч Джим П'ю                         | 4–6, 3–6, 6–2, 0–6      |
| Перемога  | 25. | Тра 1989     | Гамбург, Західна Німеччина            | Ґрунт      | Хав'єр Санчес       | Борис Беккер Ерік Єлен                   | 6–4, 6–1                |
| Перемога  | 26. | Сер 1989     | Кіцбюель, Австрія                     | Ґрунт      | Хав'єр Санчес       | Петр Корда Томаш Шмід                    | 7–5, 7–6                |
| Поразка   | 16. | Січ 1990     | Веллінгтон, Нова Зеландія             | Тверде     | Серхіо Касаль       | Келле Евернден Ніколас Перейра           | 4–6, 6–7                |
| Перемога  | 27. | Лют 1990     | Брюссель, Бельгія                     | Килим (i)  | Слободан Живоїнович | Горан Іванишевич Балаж Тароці            | 7–5, 6–3                |
| Перемога  | 28. | Кві 1990     | Estoril Open, Португалія              | Ґрунт      | Серхіо Касаль       | Омар Кампорезе Паоло Кане                | 7–5, 4–6, 7–5           |
| Поразка   | 17. | Кві 1990     | Барселона, Іспанія                    | Ґрунт      | Серхіо Касаль       | Андрес Гомес Хав'єр Санчес               | 6–7, 5–7                |
| Перемога  | 29. | Тра 1990     | Рим, Італія                           | Ґрунт      | Серхіо Касаль       | Джим Кур'є Мартін Девіс                  | 7–6, 7–5                |
| Перемога  | 30. | Чер 1990     | Відкритий чемпіонат Франції, Париж    | Ґрунт      | Серхіо Касаль       | Горан Іванишевич Петр Корда              | 7–5, 6–3                |
| Перемога  | 31. | Лип 1990     | Гштад, Швейцарія                      | Ґрунт      | Серхіо Касаль       | Омар Кампорезе Хав'єр Санчес             | 6–3, 3–6, 7–5           |
| Перемога  | 32. | Лип 1990     | Гілверсум, Нідерланди                 | Ґрунт      | Серхіо Касаль       | Паул Гаргейс Марк Куверманс              | 7–5, 7–5                |
| Перемога  | 33. | Жов 1990     | Палермо, Італія                       | Ґрунт      | Серхіо Касаль       | Карлос Коста Орасіо де ла Пенья          | 6–3, 6–4                |
| Поразка   | 18. | Лис 1990     | Doubles Championships, Sanctuary Cove | Тверде     | Серхіо Касаль       | Гі Форже Якоб Гласек                     | 4–6, 6–7, 7–5, 4–6      |
| Перемога  | 34. | Січ 1991     | Окленд, Нова Зеландія                 | Тверде     | Серхіо Касаль       | Грант Коннелл Гленн Мічібата             | 4–6, 6–3, 6–4           |
| Перемога  | 35. | Лют 1991     | Штуттґард, Німеччина                  | Килим (i)  | Серхіо Касаль       | Джеремі Бейтс Нік Браун                  | 6–3, 7–5                |
| Перемога  | 36. | Тра 1991     | Гамбург, Німеччина                    | Ґрунт      | Серхіо Касаль       | Кассіу Мотта Дані Віссер                 | 4–6, 6–3, 6–2           |
| Перемога  | 37. | Лип 1991     | Stuttgart Outdoor, Німеччина          | Ґрунт      | Веллі Месур         | Омар Кампорезе Горан Іванишевич          | 4–6, 6–3, 6–4           |
| Поразка   | 19. | Сер 1991     | Скенектаді, США                       | Тверде     | Андрес Гомес        | Хав'єр Санчес Тодд Вудбрідж              | 6–3, 6–7, 6–7           |
| Поразка   | 20. | Вер 1991     | Палермо, Італія                       | Ґрунт      | Хав'єр Санчес       | Якко Елтінг Том Кемперс                  | 6–3, 3–6, 3–6           |
| Перемога  | 38. | Лис 1991     | Бузіус, Бразилія                      | Тверде     | Серхіо Касаль       | Хав'єр Франа Леонардо Лаваль             | 4–6, 6–3, 6–4           |
| Перемога  | 39. | Січ 1992     | Sydney International, Австралія       | Тверде     | Серхіо Касаль       | Скотт Девіс Келлі Джонс                  | 3–6, 6–1, 6–4           |
| Поразка   | 21. | Лют 1992     | Milan, Італія                         | Килим (i)  | Серхіо Касаль       | Ніл Брод Девід Макферсон                 | 7–5, 5–7, 4–6           |
| Перемога  | 40. | Тра 1992     | Гамбург, Німеччина                    | Ґрунт      | Серхіо Касаль       | Карл-Уве Стіб Міхаель Штіх               | 5–7, 6–4, 6–3           |
| Перемога  | 41. | Лип 1992     | Кіцбюель, Австрія                     | Ґрунт      | Серхіо Касаль       | Орасіо де ла Пенья Войтех Флегль         | 6–1, 6–2                |
| Поразка   | 22. | Сер 1992     | Скенектаді, U.S.                      | Тверде     | Серхіо Касаль       | Якко Елтінг Паул Гаргейс                 | 3–6, 4–6                |
| Перемога  | 42. | Вер 1992     | Бордо, Франція                        | Ґрунт      | Серхіо Касаль       | Арно Боеч Гі Форже                       | 6–1, 6–4                |
| Поразка   | 23. | Кві 1993     | Барселона, Іспанія                    | Ґрунт      | Серхіо Касаль       | Шелбі Кеннон Скотт Мелвілл               | 6–7, 1–6                |
| Перемога  | 43. | Чер 1993     | Генуя, Італія                         | Ґрунт      | Серхіо Касаль       | Марк Куверманс Грег Ван Ембург           | 6–3, 7–6                |
| Перемога  | 44. | Жов 1993     | Палермо, Італія                       | Ґрунт      | Серхіо Касаль       | Хуан Гарат Хорхе Лосано                  | 6–3, 6–3                |
| Перемога  | 45. | Жов 1993     | Тель-Авів, Ізраїль                    | Тверде     | Серхіо Касаль       | Майк Бауер Давід Рікл                    | 6–4, 6–4                |
| Перемога  | 46. | Лис 1993     | Сан-Паулу, Бразилія                   | Ґрунт      | Серхіо Касаль       | Пабло Альбано Хав'єр Франа               | 4–6, 7–6, 6–4           |
| Поразка   | 24. | Лис 1993     | Буенос-Айрес, Аргентина               | Ґрунт      | Серхіо Касаль       | Томас Карбонелл Карлос Коста             | 4–6, 4–6                |
| Перемога  | 47. | Лип 1994     | Гштад, Швейцарія                      | Ґрунт      | Серхіо Касаль       | Менно Остінг Даніель Вацек               | 7–6, 6–4                |
| Поразка   | 25. | Сер 1994     | Кіцбюель, Австрія                     | Ґрунт      | Серхіо Касаль       | Девід Адамс Андрій Ольховський           | 7–6, 3–6, 5–7           |
| Поразка   | 26. | Лис 1994     | Монтевідео, Уругвай                   | Ґрунт      | Серхіо Касаль       | Марсело Філіппіні Луїс Маттар            | 6–7, 4–6                |
| Перемога  | 48. | Лис 1994     | Буенос-Айрес, Аргентина               | Ґрунт      | Серхіо Касаль       | Томас Карбонелл Франсіско Ройг           | 6–3, 6–2                |
| Перемога  | 49. | Тра 1995     | Атланта, США                          | Ґрунт      | Серхіо Касаль       | Джаред Палмер Річі Ренеберг              | 6–7, 6–3, 7–6           |
| Поразка   | 27. | Тра 1995     | Корал-Спрінгс, США                    | Ґрунт      | Серхіо Касаль       | Тодд Вудбрідж Марк Вудфорд               | 3–6, 1–6                |
| Перемога  | 50. | Лис 1995     | Монтевідео, Уругвай                   | Ґрунт      | Серхіо Касаль       | Їржі Новак (тенісист) Давід Рікл         | 2–6, 7–6, 7–6           |
| Поразка   | 28. | Бер 1996     | Abierto Mexicano TELCEL, Мексика      | Ґрунт      | Ніколас Перейра     | Доналд Джонсон Франсіско Монтана         | 2–6, 4–6                |
| Поразка   | 29. | Вер 1996     | Палермо, Італія                       | Ґрунт      | Крістіан Бранді     | Ендрю Кратцманн Маркос Ондруска          | 6–7, 4–6                |

### Одиночний розряд (15–12)
| Результат | W-L | Дата     | Турнір                    | Покриття | Суперник                 | Рахунок                      |
| --------- | --- | -------- | ------------------------- | -------- | ------------------------ | ---------------------------- |
| Перемога  | 1.  | Кві 1986 | Ніцца, Франція            | Ґрунт    | Пол Макнамі              | 6–1, 6–3                     |
| Поразка   | 1.  | Тра 1986 | Рим, Італія               | Ґрунт    | Іван Лендл               | 5–7, 6–4, 1–6, 1–6           |
| Перемога  | 2.  | Тра 1986 | Мюнхен, Західна Німеччина | Ґрунт    | Ріккі Остертун           | 6–1, 6–3                     |
| Перемога  | 3.  | Лип 1986 | Бостад, Швеція            | Ґрунт    | Матс Віландер            | 7–6(7–5), 4–6, 6–4           |
| Поразка   | 2.  | Кві 1987 | Ніцца, Франція            | Ґрунт    | Кент Карлссон (тенісист) | 6–7(7–9), 3–6                |
| Поразка   | 3.  | Чер 1987 | Болонья, Італія           | Ґрунт    | Кент Карлссон            | 2–6, 1–6                     |
| Перемога  | 4.  | Лип 1987 | Гштад, Швейцарія          | Ґрунт    | Роналд Ейдженор          | 6–2, 6–3, 7–6(7–5)           |
| Перемога  | 5.  | Лип 1987 | Бордо, Франція            | Ґрунт    | Роналд Ейдженор          | 5–7, 6–4, 6–4                |
| Перемога  | 6.  | Сер 1987 | Кіцбюель, Австрія         | Ґрунт    | Мілослав Мечирж          | 6–4, 6–1, 4–6, 6–1           |
| Перемога  | 7.  | Вер 1987 | Мадрид, Іспанія           | Ґрунт    | Хав'єр Санчес            | 6–3, 3–6, 6–2                |
| Поразка   | 4.  | Бер 1988 | Індіан-Веллс, США         | Тверде   | Борис Беккер             | 5–7, 4–6, 6–2, 4–6           |
| Поразка   | 5.  | Чер 1988 | Болонья, Італія           | Ґрунт    | Альберто Манчіні         | 5–7, 6–7(4–7)                |
| Поразка   | 6.  | Сер 1988 | Кіцбюель, Австрія         | Ґрунт    | Кент Карлссон            | 1–6, 1–6, 6–4, 6–4, 3–6      |
| Перемога  | 8.  | Сер 1988 | Гілверсум, Нідерланди     | Ґрунт    | Гільєрмо Перес Рольдан   | 6–3, 6–1, 3–6, 6–3           |
| Поразка   | 7.  | Лип 1989 | Гілверсум, Нідерланди     | Ґрунт    | Карел Новачек            | 2–6, 4–6                     |
| Перемога  | 9.  | Сер 1989 | Кіцбюель, Австрія         | Ґрунт    | Мартін Хайте             | 7–6(7–1), 6–1, 2–6, 6–2      |
| Поразка   | 8.  | Жов 1989 | Бордо, Франція            | Ґрунт    | Іван Лендл               | 2–6, 2–6                     |
| Перемога  | 10. | Січ 1990 | Веллінгтон, Нова Зеландія | Тверде   | Річі Ренеберг            | 6–7(3–7), 6–4, 4–6, 6–4, 6–1 |
| Перемога  | 11. | Кві 1990 | Ешторіл, Португалія       | Ґрунт    | Франко Давін             | 6–3, 6–1                     |
| Перемога  | 12. | Кві 1991 | Барселона, Іспанія        | Ґрунт    | Серхі Бругера            | 6–4, 7–6(9–7), 6–2           |
| Перемога  | 13. | Тра 1991 | Рим, Італія               | Ґрунт    | Альберто Манчіні         | 6–3, 6–1, 3–0 ret.           |
| Поразка   | 9.  | Тра 1991 | Скенектаді, США           | Тверде   | Міхаель Штіх             | 2–6, 4–6                     |
| Перемога  | 14. | Лип 1991 | Гштад, Швейцарія          | Ґрунт    | Серхі Бругера            | 6–1, 6–4, 6–4                |
| Поразка   | 10. | Вер 1991 | Палермо, Італія           | Ґрунт    | Фредерік Фонтан          | 6–1, 3–6, 3–6                |
| Перемога  | 15. | Січ 1992 | Sydney Outdoor, Австралія | Тверде   | Гі Форже                 | 6–3, 6–4                     |
| Поразка   | 11. | Жов 1992 | Палермо, Італія           | Ґрунт    | Серхі Бругера            | 1–6, 3–6                     |
| Поразка   | 12. | Лис 1993 | Сантьяго, Чилі            | Ґрунт    | Хав'єр Франа             | 5–7, 6–3, 3–6                |

## Досягнення в парному розряді
| W | Ф | ПФ | ЧФ | #Р | КТ | К# | DNQ | A | NH |

| Турнір                                 | 1984                                                         | 1985                                                         | 1986                                                         | 1987                                                         | 1988                                                         | 1989                                                         | 1990  | 1991  | 1992  | 1993  | 1994  | 1995  | 1996  | 1997  | 1998  | ТУ за кар'єру | Виграшів-поразок за кар'єру |
| -------------------------------------- | ------------------------------------------------------------ | ------------------------------------------------------------ | ------------------------------------------------------------ | ------------------------------------------------------------ | ------------------------------------------------------------ | ------------------------------------------------------------ | ----- | ----- | ----- | ----- | ----- | ----- | ----- | ----- | ----- | ------------- | --------------------------- |
| Турніри Великого шолома                |                                                              |                                                              |                                                              |                                                              |                                                              |                                                              |       |       |       |       |       |       |       |       |       |               |                             |
| Відкритий чемпіонат Австралії з тенісу |                                                              |                                                              | NH                                                           |                                                              |                                                              |                                                              | 2р    | 1р    | 2р    | 2р    | 2р    |       | 2р    |       |       | 0 / 6         | 5–6                         |
| Відкритий чемпіонат Франції з тенісу   | 1р                                                           | 1р                                                           | ЧФ                                                           | 2р                                                           | П                                                            |                                                              | П     | 3р    | 1р    | ЧФ    | ЧФ    | 2р    |       | 1р    |       | 2 / 12        | 25–10                       |
| Вімблдонський турнір                   |                                                              | 1р                                                           | ЧФ                                                           | Ф                                                            | 2р                                                           |                                                              |       |       |       |       |       |       |       | 2р    |       | 0 / 5         | 10–5                        |
| Відкритий чемпіонат США з тенісу       |                                                              |                                                              | 1р                                                           | ПФ                                                           | П                                                            | 2р                                                           | 2р    | 3р    | ЧФ    | 1р    | 2р    | ПФ    |       |       |       | 1 / 10        | 21–9                        |
| ТУ на турнірах Великого шлему          | 0 / 1                                                        | 0 / 2                                                        | 0 / 3                                                        | 0 / 3                                                        | 2 / 3                                                        | 0 / 1                                                        | 1 / 3 | 0 / 3 | 0 / 3 | 0 / 3 | 0 / 3 | 0 / 2 | 0 / 1 | 0 / 2 | 0 / 0 | 3 / 33        | N/A                         |
| В-П за сезон                           | 0–1                                                          | 0–2                                                          | 6–3                                                          | 10–3                                                         | 12–1                                                         | 1–1                                                          | 8–2   | 4–3   | 4–3   | 4–3   | 5–3   | 5–2   | 1–1   | 1–2   | 0–0   | N/A           | 61–30                       |
| Серія Мастерс ATP                      |                                                              |                                                              |                                                              |                                                              |                                                              |                                                              |       |       |       |       |       |       |       |       |       |               |                             |
| Індіан-Веллс                           | These Tournaments Were Not Masters Series Events Before 1990 | These Tournaments Were Not Masters Series Events Before 1990 | These Tournaments Were Not Masters Series Events Before 1990 | These Tournaments Were Not Masters Series Events Before 1990 | These Tournaments Were Not Masters Series Events Before 1990 | These Tournaments Were Not Masters Series Events Before 1990 | 1р    | 2р    | 2р    | 2р    | 1р    | 1р    | 1р    |       |       | 0 / 7         | 2–7                         |
| Кі-Біскейн                             | These Tournaments Were Not Masters Series Events Before 1990 | These Tournaments Were Not Masters Series Events Before 1990 | These Tournaments Were Not Masters Series Events Before 1990 | These Tournaments Were Not Masters Series Events Before 1990 | These Tournaments Were Not Masters Series Events Before 1990 | These Tournaments Were Not Masters Series Events Before 1990 | ЧФ    | ЧФ    | 2р    | 3р    | 2р    | 2р    | 2р    | 1р    |       | 0 / 8         | 7–8                         |
| Монте-Карло                            | These Tournaments Were Not Masters Series Events Before 1990 | These Tournaments Were Not Masters Series Events Before 1990 | These Tournaments Were Not Masters Series Events Before 1990 | These Tournaments Were Not Masters Series Events Before 1990 | These Tournaments Were Not Masters Series Events Before 1990 | These Tournaments Were Not Masters Series Events Before 1990 | 2р    | ПФ    | 2р    | ПФ    | ПФ    | 2р    | 1р    |       |       | 0 / 7         | 9–6                         |
| Рим                                    | These Tournaments Were Not Masters Series Events Before 1990 | These Tournaments Were Not Masters Series Events Before 1990 | These Tournaments Were Not Masters Series Events Before 1990 | These Tournaments Were Not Masters Series Events Before 1990 | These Tournaments Were Not Masters Series Events Before 1990 | These Tournaments Were Not Masters Series Events Before 1990 | П     | ЧФ    | 1р    | 2р    | 1р    |       | 2р    |       |       | 1 / 6         | 9–5                         |
| Гамбург                                | These Tournaments Were Not Masters Series Events Before 1990 | These Tournaments Were Not Masters Series Events Before 1990 | These Tournaments Were Not Masters Series Events Before 1990 | These Tournaments Were Not Masters Series Events Before 1990 | These Tournaments Were Not Masters Series Events Before 1990 | These Tournaments Were Not Masters Series Events Before 1990 | 2р    | П     | П     | ПФ    | 2р    |       |       |       |       | 2 / 5         | 13–3                        |
| Мастерс Канада                         | These Tournaments Were Not Masters Series Events Before 1990 | These Tournaments Were Not Masters Series Events Before 1990 | These Tournaments Were Not Masters Series Events Before 1990 | These Tournaments Were Not Masters Series Events Before 1990 | These Tournaments Were Not Masters Series Events Before 1990 | These Tournaments Were Not Masters Series Events Before 1990 |       |       |       |       |       |       |       |       |       | 0 / 0         | 0–0                         |
| Мастерс Цинциннаті                     | These Tournaments Were Not Masters Series Events Before 1990 | These Tournaments Were Not Masters Series Events Before 1990 | These Tournaments Were Not Masters Series Events Before 1990 | These Tournaments Were Not Masters Series Events Before 1990 | These Tournaments Were Not Masters Series Events Before 1990 | These Tournaments Were Not Masters Series Events Before 1990 |       | 1р    |       |       |       |       |       |       |       | 0 / 1         | 0–1                         |
| Мастерс Мадрид                         | These Tournaments Were Not Masters Series Events Before 1990 | These Tournaments Were Not Masters Series Events Before 1990 | These Tournaments Were Not Masters Series Events Before 1990 | These Tournaments Were Not Masters Series Events Before 1990 | These Tournaments Were Not Masters Series Events Before 1990 | These Tournaments Were Not Masters Series Events Before 1990 | 1р    |       |       |       |       |       |       |       |       | 0 / 1         | 0–1                         |
| Париж                                  | These Tournaments Were Not Masters Series Events Before 1990 | These Tournaments Were Not Masters Series Events Before 1990 | These Tournaments Were Not Masters Series Events Before 1990 | These Tournaments Were Not Masters Series Events Before 1990 | These Tournaments Were Not Masters Series Events Before 1990 | These Tournaments Were Not Masters Series Events Before 1990 | 2р    |       | 2р    |       |       |       |       |       |       | 0 / 2         | 0–2                         |
| ТУ на турнірах Серії Мастерс           | N/A                                                          | N/A                                                          | N/A                                                          | N/A                                                          | N/A                                                          | N/A                                                          | 1 / 7 | 1 / 6 | 1 / 6 | 0 / 5 | 0 / 5 | 0 / 3 | 0 / 4 | 0 / 1 | 0 / 0 | 3 / 37        | N/A                         |
| В-П за сезон                           | N/A                                                          | N/A                                                          | N/A                                                          | N/A                                                          | N/A                                                          | N/A                                                          | 8–6   | 10–5  | 6–5   | 9–5   | 4–5   | 1–3   | 2–3   | 0–1   | 0–0   | N/A           | 40–33                       |
| Рейтинг на кінець року                 | 115                                                          | 27                                                           | 29                                                           | 8                                                            | 5                                                            | 27                                                           | 9     | 13    | 22    | 24    | 29    | 34    | 75    | 208   | 821   | N/A           | N/A                         |